# Canariphantes atlassahariensis
Espèce
Synonymes
- Lepthyphantes atlassahariensis  Bosmans, 1991

Canariphantes atlassahariensis est une espèce d'araignées aranéomorphes de la famille des Linyphiidae.

## Distribution
Cette espèce est endémique d'Algérie. Elle se rencontre dans l'Atlas saharien.

## Étymologie
Son nom d'espèce, composé de atlassahar[a] et du suffixe latin -ense, « qui vit dans, qui habite », lui a été donné en référence au lieu de sa découverte, l'Atlas saharien.

## Publication originale
- Bosmans, 1991 : Two new Lepthyphantes species from the Saharian Atlas (Araneae: Linyphiidae). Biologisch Jaarboek Dodonaea, vol. 58, p. 63-70.